# Olympische Sommerspiele 1984/Leichtathletik – 3000 m (Frauen)

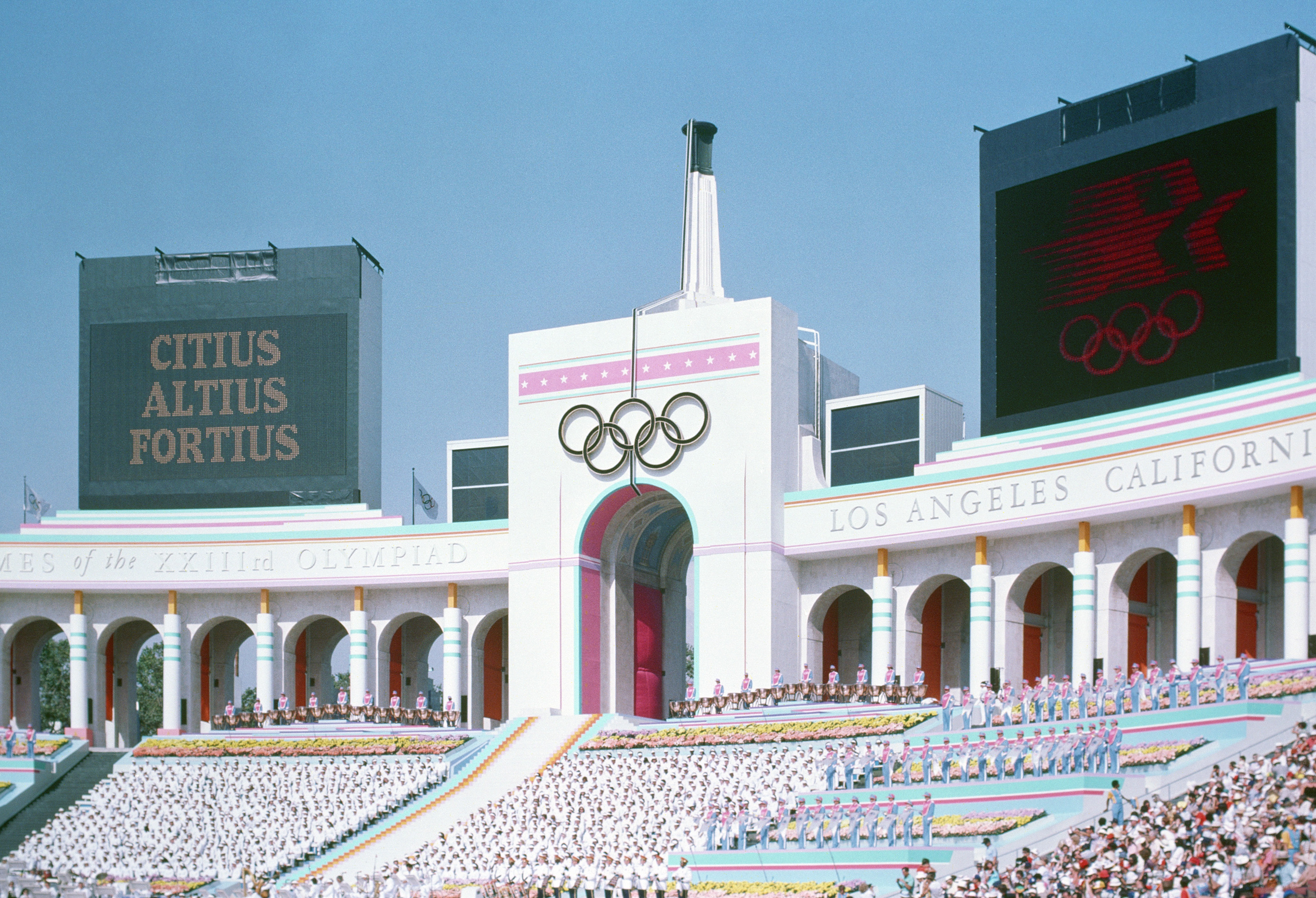
Blick auf des Eingangstor des Los Angeles Memorial Coliseum

Der 3000-Meter-Lauf der Frauen bei den Olympischen Spielen 1984 in Los Angeles wurde am 8. und 10. August 1984 im Los Angeles Memorial Coliseum ausgetragen. An der olympischen Premiere dieser Distanz nahmen 30 Athletinnen teil.
Erste Olympiasiegerin wurde die Rumänin Maricica Puică, frühere Maricica Luca. Sie gewann vor der Britin Wendy Sly und der Kanadierin Lynn Williams, frühere Lynn Kanuka.
Die Bundesrepublik Deutschland wurde durch Brigitte Kraus vertreten. Sie qualifizierte sich für das Finale, musste jedoch ihr Rennen abbrechen.

Auch die Schweizerin Cornelia Bürki erreichte das Finale. Sie belegte Rang fünf.

Läuferinnen aus Österreich und Liechtenstein nahmen nicht teil. Athletinnen aus der DDR waren wegen des Olympiaboykotts ebenfalls nicht dabei.

## Aktuelle Titelträgerinnen
| Olympiasiegerin 1980                      | Wettbewerb bei Olympischen Spielen bisher nicht ausgetragen | Wettbewerb bei Olympischen Spielen bisher nicht ausgetragen | Wettbewerb bei Olympischen Spielen bisher nicht ausgetragen |
| Weltmeisterin 1983                        | Mary Decker ( USA)                                          | 8:34,62 min                                                 | Helsinki 1983                                               |
| Europameisterin 1982                      | Swetlana Ulmassowa ( Sowjetunion)                           | 8:30,28 min                                                 | Athen 1982                                                  |
| Panamerikanische Meisterin 1983           | Joan Benoit ( USA)                                          | 9:14,19 min                                                 | Caracas 1983                                                |
| Zentralamerika und Karibik-Meisterin 1983 | Sergia Martínez ( Kuba)                                     | 9:36,75 min                                                 | Havanna 1983                                                |
| Südamerika-Meisterin 1983                 | Mónica Regonesi ( Chile)                                    | 9:57,2 min                                                  | Santa Fe 1983                                               |
| Asienmeisterin 1983                       | Kim Lyong-soon ( Nordkorea)                                 | 9:39,64 min                                                 | Kuwait 1983                                                 |
| Afrikameisterin 1982                      | Justina Chepchirchir ( Kenia)                               | 9:20,3 min                                                  | Kairo 1982                                                  |

## Rekorde

### Bestehende Rekorde
| Weltrekord         | 8:26,78 min                                                 | Swetlana Ulmassowa ( Sowjetunion)                           | Kiew, Sowjetunion (heute Ukraine)                           | 25. Juli 1982                                               |
| Olympischer Rekord | Wettbewerb bei Olympischen Spielen bisher nicht ausgetragen | Wettbewerb bei Olympischen Spielen bisher nicht ausgetragen | Wettbewerb bei Olympischen Spielen bisher nicht ausgetragen | Wettbewerb bei Olympischen Spielen bisher nicht ausgetragen |

### Rekordverbesserungen
Es gab einen ersten olympischen Rekord, der anschließend zweimal verbessert wurde.
- 8:44,38 min (erster OR) – Mary Decker (USA), erster Vorlauf am 8. August
- 8:43,32 min (Rekordverbesserung) – Maricica Puică (Rumänien), dritter Vorlauf am 8. August
- 8:35,96 min (Rekordverbesserung) – Maricica Puică (Rumänien), Finale am 10. August

## Vorrunde
Datum: 8. August 1984
Die 30 Teilnehmerinnen wurden in drei Vorläufe gelost. Für das Finale qualifizierten sich pro Lauf die ersten drei Athletinnen. Darüber hinaus kamen die drei Zeitschnellsten, die sogenannten Lucky Loser, weiter. Die direkt qualifizierten Athletinnen sind hellblau, die Lucky Loser hellgrün unterlegt.
Die Rumänin Maricica Puică erzielte mit 8:43,32 min in Lauf drei die schnellste Vorlaufzeit. Die langsamste direkt qualifizierte Athletin war die Britin Wendy Sly in Lauf zwei mit 8:58,66 min. Die schnellste Athletin, die sich nicht qualifizieren konnte, war die Britin Jane Furniss, die im ersten Lauf mit 8:48,00 min ausschied.

### Vorlauf 1

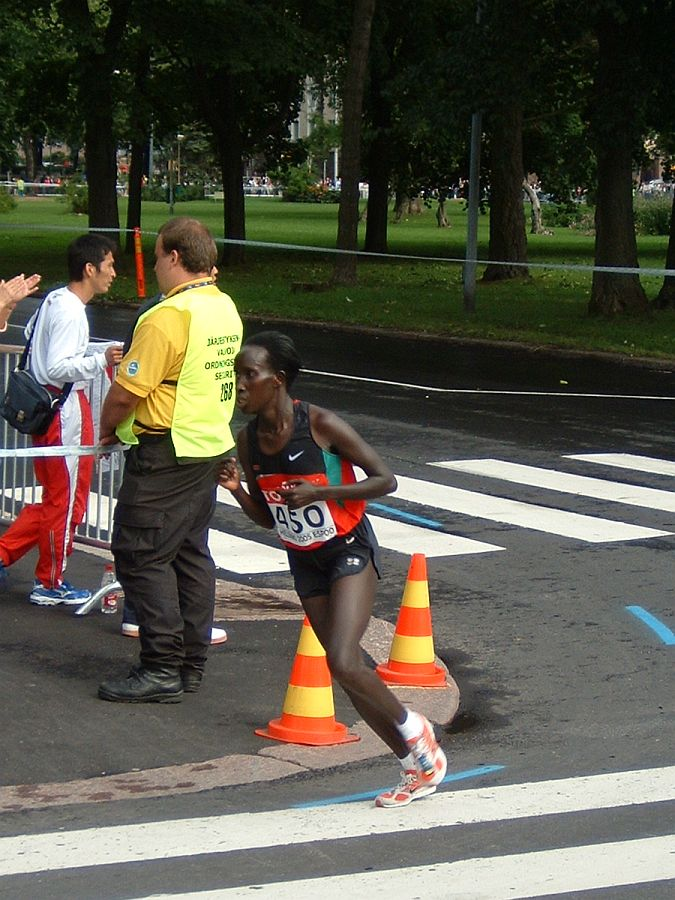
Hellen Kimaiyo (hier bei einem Marathonlauf im Jahr 2005) erreichte als Siebte des ersten Vorlaufs nicht das Finale

| Platz | Name            | Nation         | Zeit         | Anmerkung |
| ----- | --------------- | -------------- | ------------ | --------- |
| 1     | Mary Decker     | USA            | 8:44,38 min  | erster OR |
| 2     | Lynn Williams   | Kanada         | 8:45,77 min  |           |
| 3     | Agnese Possamai | Italien        | 8:45,84 min  |           |
| 4     | Aurora Cunha    | Portugal       | 8:46,38 min  |           |
| 5     | Dianne Rodger   | Neuseeland     | 8:47,90 min  |           |
| 6     | Jane Furniss    | Großbritannien | 8:48,00 min  |           |
| 7     | Hellen Kimaiyo  | Kenia          | 8:57,21 min  |           |
| 8     | Róisín Smyth    | Irland         | 9:01,69 min  |           |
| 9     | Raida Abdallah  | Jordanien      | 10:48,00 min |           |
| DNS   | Helen Ritter    | Liechtenstein  |              |           |

### Vorlauf 2
| Platz | Name              | Nation         | Zeit        |
| ----- | ----------------- | -------------- | ----------- |
| 1     | Brigitte Kraus    | BR Deutschland | 8:57,53 min |
| 2     | Joan Hansen       | USA            | 8:58,64 min |
| 3     | Wendy Sly         | Großbritannien | 8:58,66 min |
| 4     | Albertina Machado | Portugal       | 9:01,77 min |
| 5     | Donna Gould       | Australien     | 9:05,56 min |
| 6     | Eva Ernström      | Schweden       | 9:06,54 min |
| 7     | Annette Sergent   | Frankreich     | 9:15,82 min |
| 8     | Sue French        | Kanada         | 9:24,66 min |
| 9     | Liliana Góngora   | Argentinien    | 9:41,14 min |
| 10    | Mwinga Mwanjala   | Tansania       | 9:42,66 min |

### Vorlauf 3

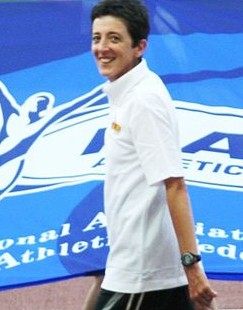
Rosa Mota (drei Tage zuvor Marathon-Bronzemedaillengewinnerin) beendete ihren Vorlauf vorzeitig

| Platz | Name                  | Nation         | Zeit        | Anmerkung |
| ----- | --------------------- | -------------- | ----------- | --------- |
| 1     | Maricica Puică        | Rumänien       | 8:43,32 min | OR        |
| 2     | Cindy Bremser         | USA            | 8:43,97 min |           |
| 3     | Zola Budd             | Großbritannien | 8:44,52 min |           |
| 4     | Cornelia Bürki        | Schweiz        | 8:45,82 min |           |
| 5     | Monica Joyce          | Irland         | 8:54,34 min |           |
| 6     | Geri Fitch            | Kanada         | 9:07,18 min |           |
| 7     | Marcianne Mukamurenzi | Ruanda         | 9:27,08 min |           |
| 8     | Geeta Zutshi          | Indien         | 9:40,63 min |           |
| 9     | Kriscia García        | El Salvador    | 9:42,28 min |           |
| DNF   | Rosa Mota             | Portugal       |             |           |
| DNF   | Mónica Regonesi       | Chile          |             |           |

## Finale
Datum: 10. August 1984
| Platz | Name            | Nation         | Zeit        | Anmerkung |
| ----- | --------------- | -------------- | ----------- | --------- |
| 1     | Maricica Puică  | Rumänien       | 8:35,96 min | OR        |
| 2     | Wendy Sly       | Großbritannien | 8:39,47 min |           |
| 3     | Lynn Williams   | Kanada         | 8:42,14 min |           |
| 4     | Cindy Bremser   | USA            | 8:42,78 min |           |
| 5     | Cornelia Bürki  | Schweiz        | 8:45,20 min |           |
| 6     | Aurora Cunha    | Portugal       | 8:46,37 min |           |
| 7     | Zola Budd       | Großbritannien | 8:48,80 min |           |
| 8     | Joan Hansen     | USA            | 8:51,53 min |           |
| 9     | Dianne Rodger   | Neuseeland     | 8:56,43 min |           |
| 10    | Agnese Possamai | Italien        | 9:10,82 min |           |
| DNF   | Mary Decker     | USA            |             |           |
| DNF   | Brigitte Kraus  | BR Deutschland |             |           |

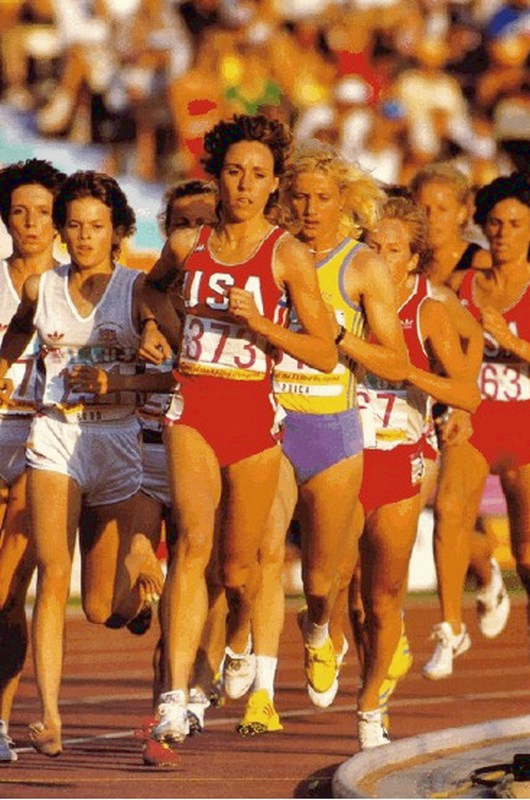
Szene aus dem 3000-Meter-Finale
(in den vorderen Positionen v. l. n. r.):
Zola Budd, Mary Decker, Maricica Puică

Für das Finale hatten sich alle drei US-Läuferinnen qualifiziert. Weitere Finalistinnen waren zwei Britinnen sowie jeweils eine Athletin aus der Bundesrepublik Deutschland, aus Rumänien, der Schweiz, Neuseeland, Portugal, Italien und aus Kanada.
Weltmeisterin Mary Decker aus dem Gastgeberland war Favoritin auf den Olympiasieg. Allerdings gab es einige starke Konkurrentinnen. Dazu gehörten die für Großbritannien startende Südafrikanerin Zola Budd, die stets barfuß lief und Platz eins in der Weltrangliste über 5000 Meter belegte, die Rumänin Maricica Puică, Vizeeuropameisterin 1982, Vizeweltmeisterin Brigitte Kraus aus der Bundesrepublik Deutschland sowie die britische WM-Fünfte Wendy Sly. Das Fehlen der Athletinnen aus den Boykott-Staaten wirkte sich vor allem durch die Abwesenheit der sowjetischen Läuferinnen aus. In erster Linie wären Tatjana Kasankina (Olympiasiegerin 1980 über 1500 Meter / WM-Dritte über 3000 Meter) sowie die Europameisterin und WM-Vierte Swetlana Ulmassowa aussichtsreich an den Start gegangen.
Im Finale setzte sich Decker zu Beginn des Rennens an die Spitze, gefolgt von der Italienerin Agnese Possamai und Puică. In der zweiten Runde orientierte sich Budd außen weiter nach vorne und scherte hinter Decker wieder auf der Innenbahn ein, es folgte Puică. Possamai verlor an Boden, indessen arbeitete sich Kraus immer weiter vor. Die 1000-Meter-Zwischenzeit betrug 2:50,44 min. Noch waren die Läuferinnen zusammen. Bewegung kam ins Feld, als zunächst Sly und dann Budd am Ende der vierten Runde die Führung übernahmen und aufs Tempo drückten. Eine Vierergruppe mit Budd, Decker, Puică und Sly setzte sich nun deutlich ab. Auf der Zielgeraden dieser Runde kam es zu einer Berührung zwischen Budd und Decker. Die US-Amerikanerin geriet ins Stolpern, stürzte und blieb mit schmerzverzerrtem Gesicht verletzt liegen. Puică und Sly zogen an der kurzzeitig irritierten Budd vorbei, doch die kleine Britin konnte sofort aufschließen, übernahm wieder die Spitze und sorgte weiter für ein hohes Tempo, sodass die Läuferinnen hinter der jetzigen Dreiergruppe keinen Anschluss finden konnten. Die 2000-Meter-Marke wurde in 5:44,08 min passiert. Bis zur vorletzten Runde blieben die drei Athletinnen eng beisammen in Führung. Kraus hatte mittlerweile das Rennen aufgegeben. Kurz vor Beginn der letzten Runde forcierten Sly und Puică das Tempo, Budd verlor zusehends an Boden. Auf der Gegengeraden griff die Rumänin an und startete ihren Endspurt, Sly konnte dem Tempo nicht folgen, Budd wurde währenddessen immer weiter nach hinten durchgereicht. Puică schaute sich ein paarmal um, ihr Vorsprung vergrößerte sich mit jedem Schritt. Maricica Puică erreichte mit klarem Vorsprung als Erste das Ziel und wurde Olympiasiegerin vor Wendy Sly. Bronze ging an die Kanadierin Lynn Williams, die vor Cindy Bremser, USA, ins Ziel kam. Fünfte wurde die Schweizerin Cornelia Bürki, Sechste die Portugiesin Aurora Cunha. Zola Budd lief als Siebte ins Ziel.

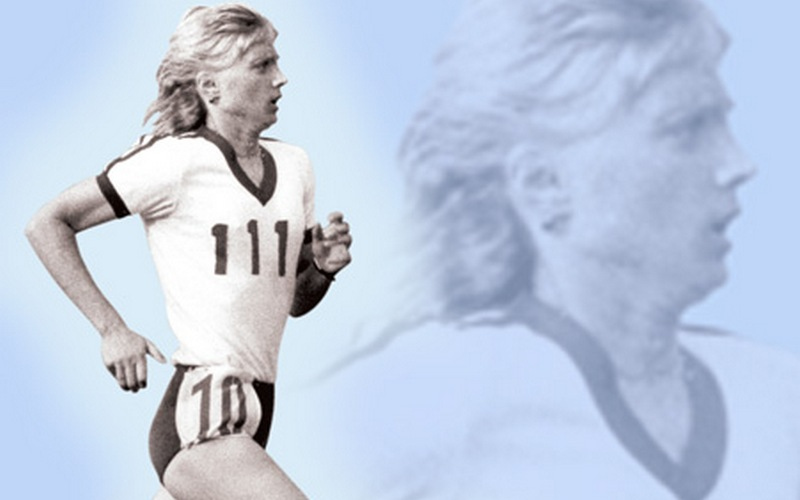
Olympiasiegerin wurde Maricica Puică – am nächsten Tag gewann sie außerdem Bronze über 1500 Meter
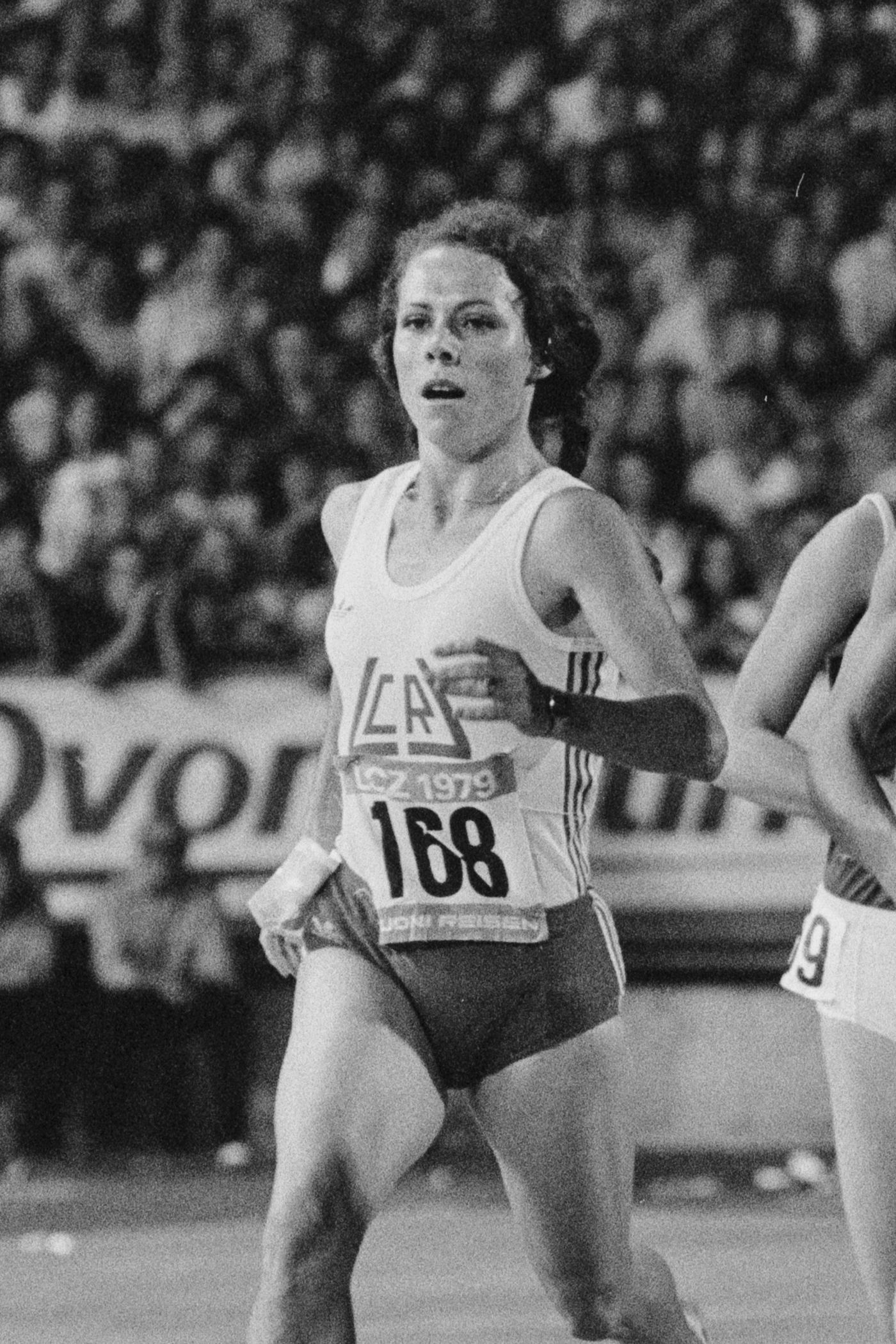
Cornelia Bürki belegte Rang fünf
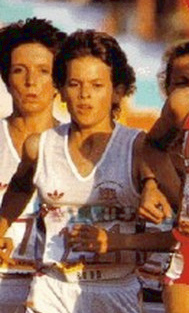
Zola Budd kam auf den siebten Platz

## Videolinks
- Women's 3000m LA 1984, youtube.com, abgerufen am 14. Januar 2018
- Women's 3000m Final, Olympic Games Los Angeles 1984, Athletics Central, youtube.com, abgerufen am 15. November 2021
- Olympics - 1984 Los Angeles - Track - Womens 3000m Finals - USA Mary Decker & GBR Zola Budd, youtube.com, abgerufen am 15. November 2021